# 堂故茂
堂故 茂（どうこ しげる、1952年（昭和27年）8月7日 - ）は、日本の政治家。
自由民主党所属の元参議院議員（2期）。国土交通副大臣兼内閣府副大臣兼復興副大臣、参議院農林水産委員長、、参議院文教科学委員長、文部科学大臣政務官、富山県氷見市長（4期）、富山県議会議員（2期）を歴任した。

## 概要
富山県氷見市生まれ。富山県立高岡高等学校、慶應義塾大学経済学部卒業。1979年、トナミ運輸株式会社入社。1982年、かつてはトナミ運輸の代表取締役社長も務めていた綿貫民輔衆議院議員の秘書を務める。1988年、氷見青年会議所理事長に就任。
1991年、富山県議会議員選挙に出馬し、初当選した。1995年、富山県議会議員再選。1998年、富山県議を任期途中で辞職して氷見市長選挙に出馬し、当選。以後、2013年まで4期15年間、氷見市長を務めた。2003年、観光カリスマ百選に選出される。
2013年、4期目の任期途中で氷見市長を辞職。自由民主党公認で第23回参議院議員通常選挙に富山県選挙区から出馬し、当選した。
2015年10月9日、第3次安倍第1次改造内閣の文部科学大臣政務官に就任した。担当は、教育と文化。
2018年10月24日、参議院農林水産委員長に就任した。
2019年7月の第25回参議院議員通常選挙で再選。同年10月、自民党総務、文部科学部会長代理に就任。
2023年9月、第2次岸田第2次改造内閣にて国土交通副大臣兼復興副大臣兼内閣府副大臣に就任。
2024年7月25日、翌年7月の第27回参議院議員通常選挙の富山県選挙区公認候補として擁立することが自民党から発表された。同年11月28日、参議院文教科学委員長に就任した。
2025年7月3日、第27回参議院議員通常選挙が公示され、堂故のほか、国民民主党公認のアナウンサーの庭田幸恵、参政党新人の元広告会社社員、日本共産党新人、NHK党新人の計5人が立候補の届出を出した。7月15日以降、各メディアは終盤情勢を発表。「堂故を庭田が追い上げ、激しく競り合う」（日本経済新聞）、「庭田と堂故が激しく競り合い、接戦」（FNN）等と報じられ、激戦が予想された。7月20日に投開票が行われ、堂故は庭田に7967票の僅差で敗れた。近年堂故の勝利を支えていたのは、不満はあっても自民党に入れたり、棄権したりした政党支持なし層であったが、陣営関係者は「支持なし層が受け皿を見つけ、漂流をやめた」と分析した。参政党の田保智世は6万票あまりを獲得した。「安倍晋三元首相の求心力を失い、岩盤保守層が参政などに流れた可能性がある」とメディアは報じた。富山1区選出の田畑裕明の党員登録問題と自民党氷見市支部の党費問題が選挙戦に影響を与えたことも指摘されている。
同月、政界引退を表明。

## 政策・主張

### 憲法
- 憲法改正についての各メディアのアンケートの結果は以下のとおり。
  - 2013年 - 毎日新聞社には「賛成」と回答[15]。
  - 2019年 - 朝日新聞社には回答しなかった[16]。
  - 2025年 - NHKには「賛成」と回答[17]。

- 9条改憲について、2013年の毎日新聞社のアンケートで「改正して、自衛隊を他国同様の『国防軍』にすべき」と回答[15]。9条への自衛隊の明記について、2025年のNHKのアンケートで「賛成」と回答[17]。

- 憲法を改正し緊急事態条項を設けることについて、2025年のNHKのアンケートで「賛成」と回答[17]。

- 憲法改正の発議要件を衆参それぞれ「過半数の賛成」に引き下げる96条改正ついて、2013年の毎日新聞社のアンケートで「賛成」と回答[15]。

### 外交・安全保障
- 「集団的自衛権を行使できるよう、憲法解釈を見直すべきだ」との問題提起に対し、2013年の毎日新聞社のアンケートで、選択肢以外の回答をした[15]。

- 普天間基地の移設問題について、2013年の毎日新聞社のアンケートで「名護市辺野古に移設すべき」と回答[15]。

- 日本による過去の植民地支配と侵略を認めて謝罪した「村山談話」の見直し論議について、2013年の毎日新聞社のアンケートで「見直すべきではない」と回答[15]。

- 従軍慰安婦に対する旧日本軍の関与を認めた「河野談話」の見直し論議について、2013年の毎日新聞社のアンケートで「見直すべきではない」と回答[15]。

- 2022年12月5日、岸田文雄首相は2023年度から5年間の防衛費の総額を43兆円とするよう指示した[18]。防衛力の強化についてどう考るかとの2025年のNHKのアンケートに対し「防衛費を増額し、さらに強化すべき」と回答[17]。

### ジェンダー
- 選択的夫婦別姓制度の導入についての各メディアのアンケートの結果は以下のとおり。 
  - 2019年 - 朝日新聞社には回答しなかった[16]。
  - 2025年 - 日本テレビには「どちらとも言えない」と回答[19]。

- 2021年1月30日、堂故ら自民党国会議員有志50人は、47都道府県議会議長のうち同党所属の約40人に、選択的夫婦別姓の導入に賛同する意見書を採択しないよう求める文書を郵送した。地方議員や市民団体は、地方議会の独立性を脅かす行為だとして堂故らを批判した[20][21][22][23]。

- 同性婚を可能とする法改正についての各メディアのアンケートの結果は以下のとおり。 
  - 2019年 - 朝日新聞社には回答しなかった[16]。
  - 2025年 - NHKには「反対」と回答[17]。
  - 2025年 - 日本テレビには「反対」と回答[19]。

### その他
- 「治安を守るためにプライバシーや個人の権利が制約されるのは当然だ」との問題提起に対し、2019年の朝日新聞社のアンケートで回答しなかった[16]。

- 首相の靖国神社参拝について、2013年の毎日新聞社のアンケートで「参拝しても問題ない」と回答[15]。

- 物価⾼対策として消費税率を引き下げることについて、2025年の日本テレビのアンケートで「反対」と回答[19]。

## 人物

### 親族
祖父の堂故敏雄も氷見市長を務め、父は同市議長を務めた。

### 旧統一教会との関係
ジャーナリストの鈴木エイトが作成した「旧統一教会関連団体と関係があった現職国会議員168人」によれば、旧統一教会関連団体との関係について、2021年5月に教団系の富山県平和大使協議会主催「富山オープンカレッジ」に祝電を送ったとされる。

### 自民党支部の党費問題
2025年5月、2015年から23年にかけて、自民党氷見市支部の党員の157人が党費を支払っていなかった問題で、堂故の私設秘書である前の支部長が、2023年に約100人分の党費28万円を　肩代わりしていたことが発覚した。支部では党員ごとに担当の議員がおり、年末に党費を回収する仕組みになっていたが、県議の引退などで空白が生じ、割り当てが間に合わず肩代わりしたという。堂故は自身の関与を否定した上で、管理監督責任については「ちょっとまた別のことだと思います」と述べた。
堂故自身もかつて支部長を務めており、2013年10月、支部長として、「氷見市支部は県内の他支部に比して入党率が最低の現状にあり、各方面のご協力をお願いしているところであります」と、経済団体に党員勧誘の要請をしていた。党費の肩代わりが始まったとされる2015年当時も支部長であったが、「そこでどうだったかっていうのはもうずいぶん時間の経っている話なので、何とも言えませんが、私の事務所でも過去のこととは言えですね、できる限り調べるように指示はしています」と述べている。

## 所属団体・議員連盟
- 自民党たばこ議員連盟[27]
- 神道政治連盟国会議員懇談会
- 賃貸住宅対策議員連盟

## 支援団体
- 全国たばこ販売政治連盟（組織推薦候補者）[27]
- 神道政治連盟[28]

## 選挙歴
| 当落 | 選挙                     | 執行日         | 年齢 | 選挙区       | 政党       | 得票数     | 得票率 | 定数 | 得票順位 /候補者数 | 政党内比例順位 /政党当選者数 |
| ---- | ------------------------ | -------------- | ---- | ------------ | ---------- | ---------- | ------ | ---- | ------------------ | ---------------------------- |
| 当   | 1991年富山県議会議員選挙 | 1991年4月7日   | 38   | 氷見市選挙区 | ーー       | ーー票     | ーー   |      | /                  | /                            |
| 当   | 1995年富山県議会議員選挙 | 1995年4月9日   | 42   | ーー         | ーー       | ーー票     | ーー   | 1    | 1/                 | /                            |
| 当   | 1998年氷見市長選挙       | 1998年3月      | 45   | ーー         | 無所属     | ーー票     | ーー   | 1    | 1/                 | /                            |
| 当   | 2002年氷見市長選挙       | 2002年3月24日  | 49   | ーー         | 無所属     | ーー票     | ーー   | 1    | 1/1                | /                            |
| 当   | 2006年氷見市長選挙       | 2006年3月19日  | 53   | ーー         | 無所属     | ーー票     | ーー   | 1    | 1/1                | /                            |
| 当   | 2010年氷見市長選挙       | 2010年3月21日  | 57   | ーー         | 無所属     | ーー票     | ーー   | 1    | 1/1                | /                            |
| 当   | 第23回参議院議員通常選挙 | 2013年07月21日 | 60   | 富山県選挙区 | 自由民主党 | 32万8638票 | 77.05% | 1    | 1/4                | /                            |
| 当   | 第25回参議院議員通常選挙 | 2019年07月21日 | 66   | 富山県選挙区 | 自由民主党 | 27万票     | 66.73% | 1    | 1/2                | /                            |
| 落   | 第27回参議院議員通常選挙 | 2025年07月20日 | 72   | 富山県選挙区 | 自由民主党 | 19万333票  | 39.39% | 1    | 2/5                | /                            |